# Cheveux verts

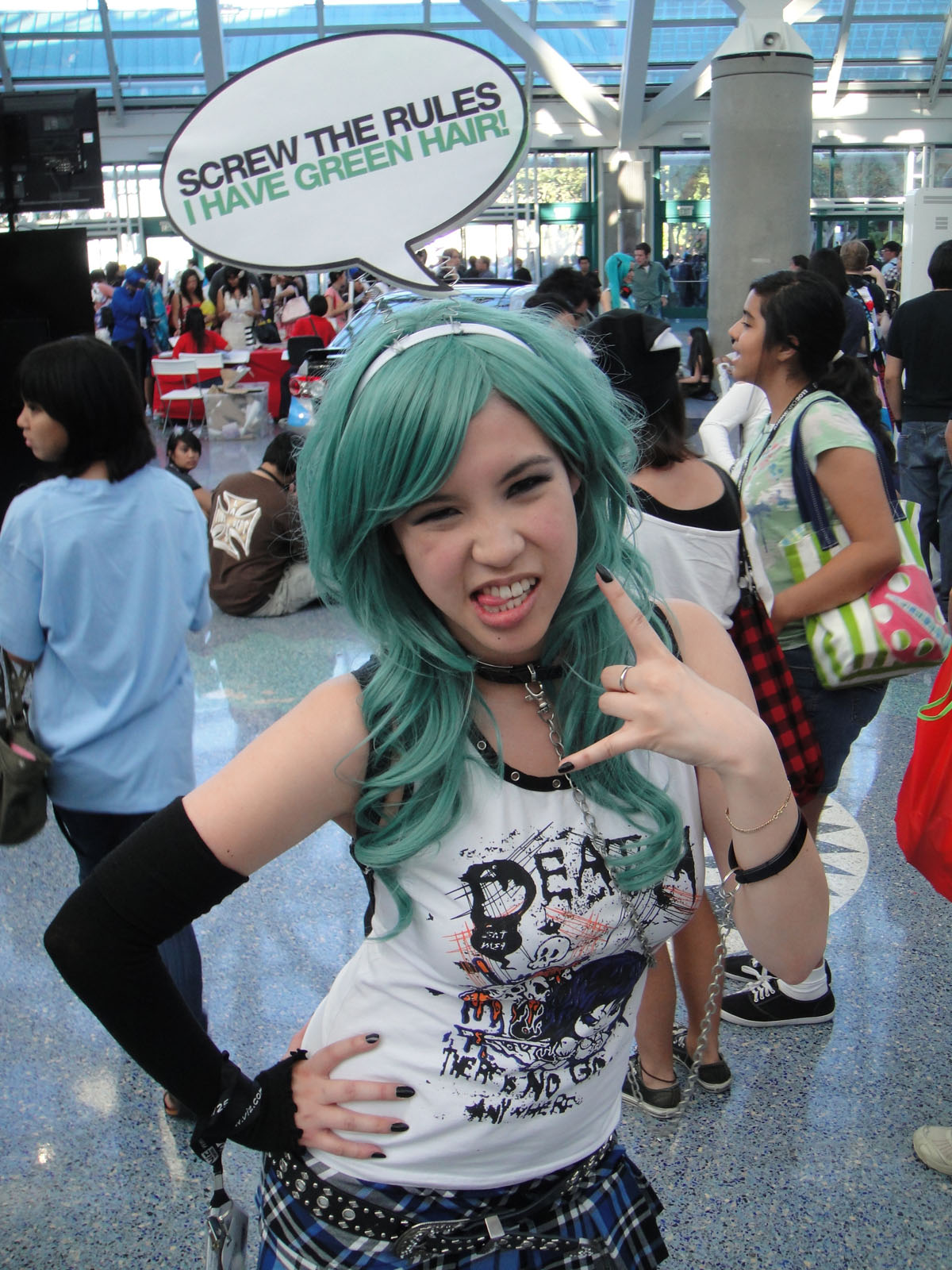

Les cheveux verts sont obtenus chez les humains par une coloration, par le port d'une perruque ou par l'exposition au chlore.

## Aspects historiques et sociaux
Charles Baudelaire s'est présenté à l'écrivain Maxime du Camp avec les cheveux teints en vert comme un acte de provocation.
Patrick Blanc, biologiste ayant notamment inventé le concept de murs végétaux, est connu pour avoir les cheveux verts en référence à sa passion pour les plantes.

## Mentions dans les arts
- Le Garçon aux cheveux verts, film américain de Joseph Losey, sorti en 1948.

### Personnages d’œuvres de fiction

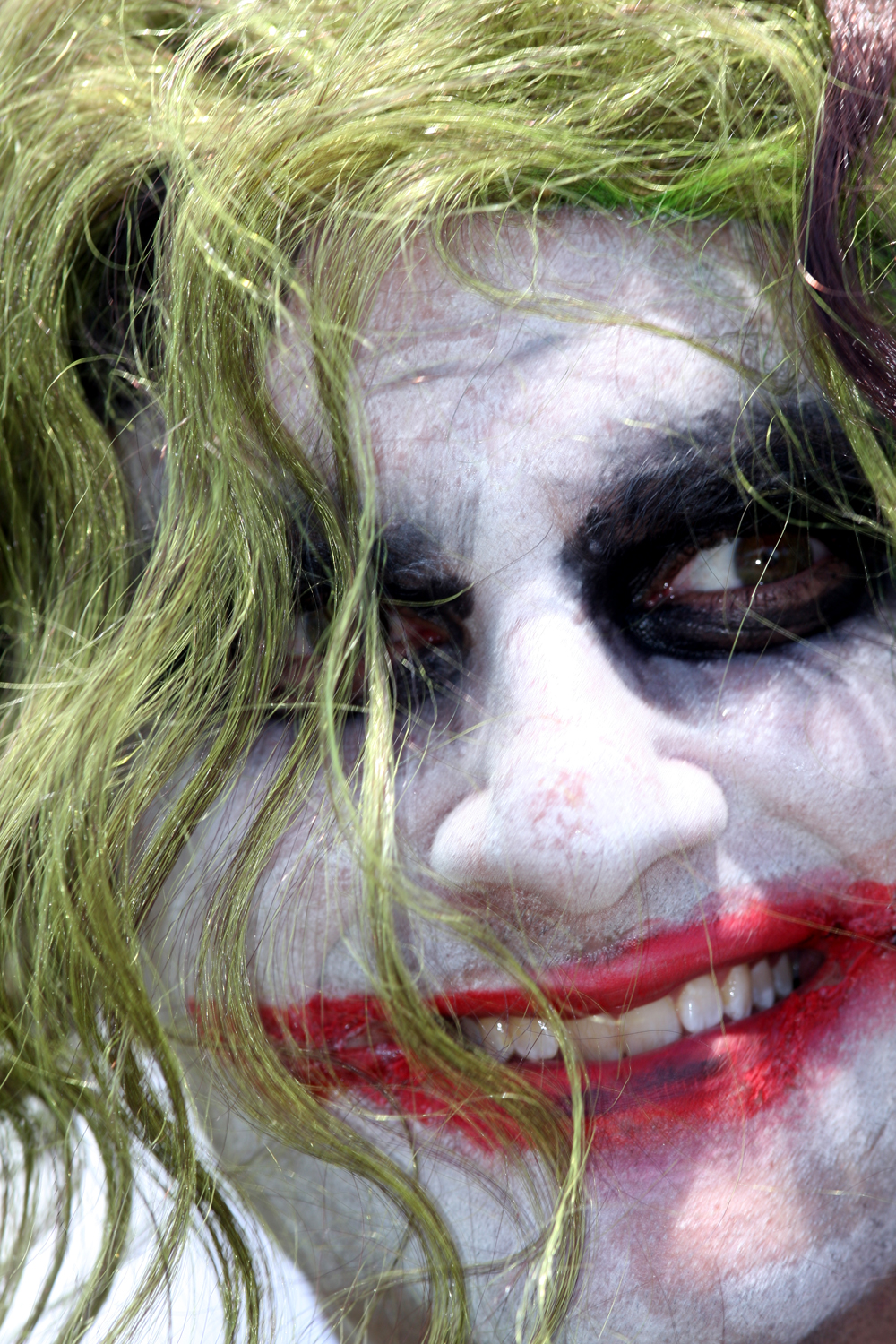
David Hasselhoff grimé en Joker

- Joker, un personnage de comics ennemi de Batman ;
- Morrigan Aensland, personnage de jeu vidéo de la série de jeu de combat Darkstalkers
- Hatsune Miku, personnage humanoïde et avatar commercial des premiers opus de la série des VOCALOID
- Dans le manga Beelzebub, le héros Tatsumi Oga doit s'occuper d'un bébé aux cheveux verts, qui se trouve être le fils du Roi des Démons.
- Shun, Chevalier de Bronze d’Andromède dans le manga Saint Seiya.